# Tsuno
Tsuno (津野町?) è una cittadina giapponese della prefettura di Kōchi.